# Санш I д’Астарак
Санш I (фр. Sanche Ier d’Astarac; ум. после 1099) — граф Астарака.
Приблизительная дата рождения, которая указана на генеалогических сайтах — 1045. Сын Гильома I, которому наследовал ок. 1060 г.
О его правлении практически ничего не известно. Упомянут в документах, в которых подтвердил передачу монастыря Сент-Дод (монахи которого взбунтовались) аббатству Саморры и вернул монастырь Сарамон аббатству Сорез.
Хартия, датированная 1110/1115 годом, говорит о том, что Санш и его сын Бернар были жертвователями Гроба Господня и Иерусалимского храма. Это значит, что в 1099 году, когда Иерусалим был завоёван крестоносцами, Санш I был ещё жив.

Графство Астарак на карте Гаскони

Французский историк Николя Гинодо (Nicolas Guinaudeau) в своём исследовании называет ещё один документ — дарственную, датированную ок. 1102 г., на передачу селения Фонсорб госпитальерам Сен-Жиля (Тулуза). Она тоже составлена от имени Санша и его сына Бернара. То есть датой смерти Санша I можно считать начало XII века.
Имя его жены не известно (свадьба не ранее 1075). Дети:
- Гильом (р. после 1075, ум до 1124). Указан в списке графов Астарака как Гильом II — преемник отца. Но не исключено, что умер раньше него.
- Арно (р. после 1075). Возможно, был соправителем братьев.
- Бернар I (ум. 1142), граф Астарака.
- Одон, монах в Симорре.